# 戦艦デファイアント号の反乱
『戦艦デファイアント号の反乱』（せんかんデファイアントごうのはんらん、H.M.S. Defiant） は、1962年に公開されたイギリスの戦争映画である。
監督はルイス・ギルバート。フランク・ティルスリーによるスピットヘッドとノアの反乱を舞台にした1958年の小説「船乱」を基にナイジェル・ニールが脚本を書き上げている。出演はアレック・ギネスやダーク・ボガードなど。
アメリカ合衆国では、リバイバル時に「Damn the Defiant!」の題で公開された。

## キャスト
※括弧内は日本語吹替（初回放送1969年12月28日『日曜洋画劇場』）
- クロフォード海軍大佐：アレック・ギネス（早野寿郎）- デファイアント号の艦長。
- スコット海軍大尉：ダーク・ボガード（服部哲治）- デファイアント号の副艦長。
- ビザード：アンソニー・クエイル（久松保夫）
- ゴス船医：モーリス・デナム
- キルパトリック：ナイジェル・ストック

## スタッフ
- 監督：ルイス・ギルバート
- 製作：ジョン・ブラボーン
- 脚本：ナイジェル・ニール、エドマンド・H・ノース
- 撮影：クリストファー・チャリス
- 音楽指揮：ミュア・マシースン
- 音楽：クリフトン・パーカー